# فیلم‌شناسی جک نیکلسون

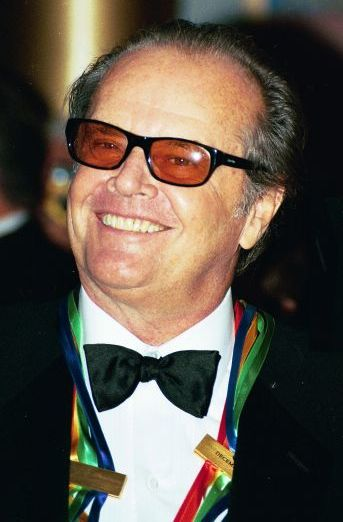
نیکلسون در سال ۲۰۰۱

جک نیکلسون بازیگر و فیلم‌ساز بازنشستهٔ آمریکایی است که نخستین نقش سینمایی خود را در قاتل نق‌نقو (۱۹۵۸) بازی کرد. او در موارد بسیاری یکی از بزرگ‌ترین بازیگران سدهٔ بیستم دانسته می‌شود.

## فیلم‌شناسی
| سال       | نام فیلم                                 | نقش                  | کارگردان            | توضیحات                                    |
| --------- | ---------------------------------------- | -------------------- | ------------------- | ------------------------------------------ |
| ۱۹۵۸      | قاتل نق‌نقو                               | جیمی والاس           | جوس آدیس            |                                            |
| ۱۹۶۰      | برای عشق ورزیدن زود است                  | بادی                 | ریچارد راش          |                                            |
| ۱۹۶۰      | گردش وحشیانه                             | جانی وارون           | هاروی برمن          |                                            |
| ۱۹۶۰      | مغازه کوچک وحشت                          | ویلبر فورس           | راجر کورمن          |                                            |
| ۱۹۶۰      | استادز لونیگن                            | ویری رایلی           | ایروینگ لرنر        |                                            |
| ۱۹۶۲      | شهر بی‌قانون                              | ویلی بروسیوس         | جان بوشلمن          |                                            |
| ۱۹۶۳      | ترور                                     | آندره دووالیه        | راجر کورمن          |                                            |
| ۱۹۶۳      | کلاغ سیاه                                | رکسفورد بدلو         | راجر کورمن          |                                            |
| ۱۹۶۳      | جزیره رعد                                |                      | جک لیوود            | کمک نویسنده                                |
| ۱۹۶۴      | پرواز به سوی خشم                         | جی ویکهام            | مونته هلمن          | همچنین نویسنده                             |
| ۱۹۶۴      | در پشتی به جهنم                          | برنت                 | مونته هلمن          |                                            |
| ۱۹۶۶      | تاختن در گردباد                          | وس                   | مونته هلمن          | فیلم تلویزیونی، همچنین نویسنده و تهیه‌کننده |
| ۱۹۶۶      | تیراندازی                                | بیلی اسپیر           | مونته هلمن          | فیلم تلویزیونی، همچنین تهیه‌کننده           |
| ۱۹۶۶      | دکتر کیلدر                               |                      |                     |                                            |
| ۱۹۶۶–۱۹۶۷ | اندی گریفیت شو                           |                      |                     |                                            |
| ۱۹۶۷      | کشتار روز ولنتاین                        | جینو، قاتل           | راجر کورمن          | در ایران: روز بزرگ سن والنتین              |
| ۱۹۶۷      | سواران دوزخی                             | شاعر                 | ریچارد راش          |                                            |
| ۱۹۶۷      | سفر                                      |                      | راجر کورمن          | نویسنده                                    |
| ۱۹۶۸      | سایک آوت                                 | استونی               | ریچارد راش          |                                            |
| ۱۹۶۸      | سر                                       | خودش                 | باب رافلسون         | همچنین تهیه‌کننده و نویسنده                 |
| ۱۹۶۹      | ایزی رایدر                               |                      |                     |                                            |
| ۱۹۷۰      | در یک روز آفتابی همه جا را می‌توانی ببینی | تد پرینگل            | وینسنت مینلی        |                                            |
| ۱۹۷۰      | شورشی‌ها                                  | بانی                 | مارتین کوهن         |                                            |
| ۱۹۷۰      | پنج قطعه آسان                            | رابرت ارویکا دوپئا   | باب رافلسون         |                                            |
| ۱۹۷۱      | هم‌خوابگی                                 | جاناتان فورست        | مایک نیکولز         |                                            |
| ۱۹۷۱      | یک جای امن                               | میج                  | هنری جگلوم          |                                            |
| ۱۹۷۱      | گفت، بران                                |                      | جک نیکلسون          | تهیه‌کننده و نویسنده و کارگردان             |
| ۱۹۷۲      | سلطان ماروین گاردنز                      | دیوید استیبلر        | باب رافلسون         |                                            |
| ۱۹۷۳      | آخرین مأموریت                            | بیلی باداسکی         | هال اشبی            |                                            |
| ۱۹۷۴      | محله چینی‌ها                              | جی.جی. جیک. گیتس     | رومن پولانسکی       |                                            |
| ۱۹۷۵      | پرواز بر فراز آشیانهٔ فاخته               | رندال مک‌مورفی        | میلوش فورمن         | در ایران: دیوانه از قفس پرید               |
| ۱۹۷۵      | طالع                                     | اسکار سالیوان        | مایک نیکولز         | در ایران: هیشکی نمیتونه مثه من اعتراف کنه  |
| ۱۹۷۵      | حرفه: خبرنگار                            | دیوید لاک            | میکل‌آنجلو آنتونیونی |                                            |
| ۱۹۷۵      | تامی                                     | متخصص                | کن راسل             |                                            |
| ۱۹۷۶      | آب‌بندهای میسوری                          | تام لوگان            | آرتور پن            | در ایران: میسوری از هم می‌پاشد              |
| ۱۹۷۶      | آخرین سرمایه‌دار بزرگ                     | بریمر                | الیا کازان          | در ایران: آخرین قارون                      |
| ۱۹۷۸      | رهسپار جنوب                              | هنری لیود مون        | جک نیکلسون          | همچنین کارگردان                            |
| ۱۹۸۰      | درخشش                                    | جک تورنس             | استنلی کوبریک       |                                            |
| ۱۹۸۱      | پستچی همیشه دوبار زنگ می‌زند              | فرانک چمبرز          | باب رافلسون         |                                            |
| ۱۹۸۱      | رگتایم                                   | دزد دریایی           | میلوش فورمن         |                                            |
| ۱۹۸۱      | سرخ‌ها                                    | یوجین اونیل          | وارن بیتی           |                                            |
| ۱۹۸۲      | مرز                                      | چارلی اسمیت          | تونی ریچاردسون      |                                            |
| ۱۹۸۳      | شرایط مهرورزی                            | گرت بریدلاو          | جیمز ال. بروکس      |                                            |
| ۱۹۸۵      | شرف خانواده پریتزی                       | چارلی پارتانا        | جان هیوستون         |                                            |
| ۱۹۸۶      | دل‌سوختگی                                 | مارک فورمن           | مایک نیکولز         |                                            |
| ۱۹۸۷      | جادوگران ایست‌ویک                         | دریل ون هورن         | جرج میلر            |                                            |
| ۱۹۸۷      | اخبار تلویزیون                           | بیل روریچ            | جیمز ال. بروکس      |                                            |
| ۱۹۸۷      | آیرن‌وید                                  | فرانسیس فلن          | هکتور بابنکو        |                                            |
| ۱۹۸۹      | بتمن                                     | جک نپیر/ جوکر        | تیم برتون           |                                            |
| ۱۹۹۰      | دو جیک                                   | جی.جی. جیک. گیتس     | جک نیکلسون          | همچنین کارگردان و تهیه‌کننده                |
| ۱۹۹۲      | چند مرد خوب                              | کلنل نیتن جیسپ       | راب رینر            |                                            |
| ۱۹۹۲      | دردسر مردانه                             | یوگن ارل اکسلین      | باب رافلسون         |                                            |
| ۱۹۹۲      | هوفا                                     | جیمی هوفا            | دنی دویتو           |                                            |
| ۱۹۹۴      | گرگ                                      | ویل رندال            | مایک نیکولز         |                                            |
| ۱۹۹۵      | نگهبان گذرگاه                            | فردی گیل             | شان پن              |                                            |
| ۱۹۹۶      | مریخ حمله می‌کند!                         | رئیس‌جمهور جیمز دیل   | تیم برتون           |                                            |
| ۱۹۹۶      | ستاره شب                                 | گرت بریدلاو          | رابرت هارلینگ       |                                            |
| ۱۹۹۶      | خون و شراب                               | الکس گیتس            | باب رافلسون         |                                            |
| ۱۹۹۷      | بهتر از این نمی‌شه                        | ملوین یودال          | جیمز ال. بروکس      |                                            |
| ۲۰۰۱      | قول                                      | جری بلک              | شان پن              |                                            |
| ۲۰۰۲      | دربارهٔ اشمیت                             | وارن آر. اشمیت       | الکساندر پین        |                                            |
| ۲۰۰۳      | مدیریت خشم                               | دکتر بادی رایدل      | پیتر سگال           |                                            |
| ۲۰۰۳      | یکی باید کوتاه بیاید                     | هری سنبورن           | نانسی مایرز         |                                            |
| ۲۰۰۶      | رفتگان                                   | فرانسیس فرانک کاستلو | مارتین اسکورسیزی    |                                            |
| ۲۰۰۷      | فهرست باکت                               | ادوارد کول           | راب رینر            |                                            |
| ۲۰۱۰      | من هنوز اینجا هستم                       | جک نیکلسون           | کیسی افلک           |                                            |
| ۲۰۱۰      | از کجا می‌دانی                            | چارلز مدیسون         | جیمز ال. بروکس      |                                            |